# Makroekonomski model
Makroekonomski model je analitično orodje, oblikovano za opisovanje delovanja problemov gospodarstva ali regije. Ti modeli so običajno oblikovani za preučevanje primerjevalnih statik in dinamik agregatnih količin, kot je skupna količina proizvedenih dobrin in storitev, skupni zasluženi dohodek, raven zaposlenosti proizvodnih virov in raven cen.
Makroekonomski modeli so lahko logični, matematični ali/in računski; različne vrste makroekonomskih modelov služijo različnim namenom in imajo različne prednosti ter slabosti. Makroekonomske modele lahko uporabljamo za ilustriranje osnovnih teoretičnih načel; lahko jih uporabljamo za testiranje, primerjanje in kvantificiranje različnih makroekonomskih teorij; lahko jih uporabljamo za proizvajanje »what if« scenarijev (običajno za napovedovanje učinkov sprememb v monetarni, fiskalni ali drugih makroekonomskih politikah); in lahko jih uporabljamo za izdelavo ekonomskih napovedi. Makroekonomski modeli so tako široko uporabljani na akademskem področju v poučevanju in raziskovanju in s strani mednarodnih organizacij, državnih vlad ali mednarodnih korporacij, pa tudi s strani ekonomskih svetovalcev in think tankov.

## Vrste

### Preprosti teoretični modeli
Preprosti učbeniški opisi makroekonomije z majhnim številom enačb ali grafov so pogosto imenovani »modeli«. Primeri so IS-LM model, Mundell-Flemingov model Keynesianske makroekonomike in Solowov model neoklasične teorije rasti. Ti modeli imajo več skupnih značilnosti. Temeljijo na nekaj enačbah z nekaj spremenljivkami, ki jih je mogoče razložiti s preprostimi grafi. Veliko teh modelov je statičnih, nekaj pa je tudi dinamičnih, ki opisujejo ekonomijo med več časovnimi obdobji. Spremenljivke v teh modelih pogosto predstavljajo makroekonomske agregate, kot je BDP ali skupna zaposlenost. Enačbe s temi spremenljivkami uporabljamo za opisovanje ekonomskih odločitev, vendar niso izpeljane neposredno z agregiranjem modelov izbir posameznikov. So dovolj preprosti, da jih uporabljamo kot ilustracije teoretičnih trditev v uvodnih razlagah makroekonomskih idej, vendar je kvantitativno apliciranje na napovedovanje, testiranje ali vrednotenje politik brez bistveno izboljšane strukture modela običajno nemogoče.

### Empirični modeli za napovedovanje
V 40. in 50. letih, ko so države začele zbirati podatke o nacionalnem dohodku, so ekonomisti poskušali zgraditi kvantitativne modele za pojasnjevanje dinamike v podatkih. Ti modeli so z (večinoma linearno) analizo časovnih vrst ocenjevali odnose med različnimi makroekonomskimi spremenljivkami. Kakor preprostejši teoretični modeli, so tudi empirični modeli opisovali odnose med agregatnimi količinami, pa tudi veliko bolj podrobne odnose (npr. odnose med proizvodom, zaposlitvijo, naložbami in drugimi spremenljivkami v veliko različnih panogah). Modeli so tako zrasli in so vključevali stotine ali tisoče enačb, ki so opisovale razvoj stotin ali tisoč cen in količin skozi čas ter so tako terjali uporabo računalnikov za njihovo reševanje. Izbira spremenljivk v modelu je večinoma temeljila na popolnoma empirični podlagi in je le delno sledila ekonomski teoriji.

### Lucasova kritika empiričnih modelov za napovedovanje
Ekonometrične študije z začetka 20. stoletja so pokazale, da je korelacija med inflacijo in brezposelnostjo negativna, tj. Phillipsova krivulja. Empirični makroekonomski modeli za napovedovanje, ki so temeljili na okvirno enakih podatkih, so prišli do podobnih zaključkov: brezposelnost bi bilo možno trajno znižati z neprestanim povečevanjem inflacije. Milton Friedman in Edmund Phelps sta leta 1968 trdila, da je to razmerje iluzorno. Trdila sta, da je razlog za zgodovinsko razmerje med inflacijo in brezposelnost to, da so bila pretekla obdobja inflacije večinoma nepričakovana. Trdila sta, da če bi monetarna oblast trajno zviševala stopnjo inflacije, bi delavci in podjetja to razumeli in gospodarstvo bi se vrnilo k prejšnji, višji ravni brezposelnosti, vendar ob višji stopnji inflacije. Stagflacija v 70. letih 20. stoletja je na prvi pogled to potrjevala.

### Dinamični stohastični modeli splošnega ravnotežja
Delno v odgovor na Lucasovo kritiko so ekonomisti v 80. in 90. letih začeli graditi mikrofundirane makroekonomske modele, ki so temeljili na racionalni izbiri, t.i. dinamični stohastični modeli splošnega ravnotežja. Ti modeli se začnejo z opredeljevanjem seta agentov v ekonomiji (npr. gospodinjstva, podjetja in države) v eni ali več držav, pa tudi preference, tehnologijo in proračunsko omejitev za vsako skupino agentov. Za vsakega agenta predpostavljamo, da izbira optimalno, glede na cene in strategije drugih agentov, tako v trenutnem časovnem obdobju, kot tudi v prihodnosti. Z zbiranjem odločitev različnih vrst agentov je možno izračunati cene, pri katerih se izenačita povpraševanje in ponudba na vseh trgih.